# Salvador Romero Pittari
Salvador Romero Pittari (La Paz, 18 de junio de 1938 - Ib., 3 de abril de 2012) fue un sociólogo, ensayista, catedrático universitario, ministro y diplomático boliviano.

## Estudios y títulos académicos
Obtuvo el bachillerato en el Colegio la Salle de La Paz en 1955. En 1961 recibió el título de licenciado en derecho y ciencias políticas en la Universidad Mayor de San Andrés, que le habilitó para el título de abogado en 1962 tras el correspondiente examen de corte. En 1965, obtuvo el título de Licenciado con Distinción en Ciencias Sociales en la Universidad de Lovaina, Bélgica. En 1966, logró el título de licenciado en filosofía en la Universidad Mayor de San Andrés. En 1973, defendió su tesis de doctorado en sociología con honores en la École Pratique des Hautes Études de París, bajo la dirección de Alain Touraine. Su tesis estudió el movimiento campesino boliviano y fue una de las primeras investigaciones en esta materia en el país.

## Trayectoria
En la Universidad Católica Boliviana San Pablo (UCB), fue profesor titular desde la fundación y durante 34 años (1966 - 2000), vicerrector (1973 - 1978), codirector del Instituto de Investigaciones Socio-Económicas (1983 – 1987) y director del Instituto para la democracia (2007 – 2009).En la Universidad Mayor de San Andrés (UMSA) fue profesor titular (1966-1998) y Decano de la Facultad de Ciencias Sociales (1995).
De 1967 a 1970 fue sociólogo del Departamento de Investigación de DESEC (Centro para el Desarrollo Social y Económico de Bolivia), la primera organización no gubernamental de Bolivia. Entre 1981 y 1983, fue investigador y evaluador social en proyectos de JUNAC, FAO y PNUD.De 1987 a 1989 fue nombrado Director en Bolivia de la Facultad Latinoamericana de Ciencias Sociales (FLACSO).
Ejerció como director del colegio Saint Andrew's (2002 – 2003) y fue profesor invitado a las Universidad de Denver, en la Universidad de Austin (1989) y en la Universidad de Lille I (1997 – 2000).
En el campo público, fue secretario general de la Vicepresidencia de la República, cuando el cargo era ocupado por Luis Adolfo Siles Salinas (1966).En 1980, fue nombrado ministro secretario de la Presidencia de la República en el gobierno de Lidia Gueiler Tejada (1979 – 1980) que organizó las elecciones de 1980, que constituyeron la base para el retorno a la democracia en 1982.De 1989 a 1992 desempeñó funciones como Embajador ante la UNESCO con sede en París, Francia.En 1993, fue el asesor de la Presidencia de la República en el gobierno de Jaime Paz Zamora.
Murió en La Paz, el 3 de abril de 2012, a los 73 años, a causa de un ataque al corazón.

## Obras
Su obra destacó sobre todo en el ensayo, lo que explica su dispersión en periódicos, revistas y libros de Bolivia, América Latina y Europa.

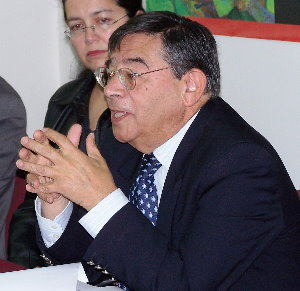
Salvador Romero Pittari en una conferencia del PIEB

Sin embargo, su bibliografía cuenta con tres libros: La recepción académica de la sociología en Bolivia, Las Claudinas y  El nacimiento del intelectual.El hilo unificador de estos trabajos es su interés en los intelectuales bolivianos, sobre todo entre fines del siglo XIX y principios del siglo XX, cuáles fueron los autores que más los influyeron, sus círculos de socialización, su visión de la sociedad y de las relaciones sociales, de género y étnicas expresada en las novelas. En esta misma línea, de forma póstuma, se compilaron sus principales ensayos sobre la historia intelectual en un número de homenaje de Temas sociales, la revista de la Carrera de sociología de la UMSA. De particular relevancia es el artículo Schopenhauer en los Andes.
Reflexionó igualmente los orígenes del regionalismo en Bolivia, la evolución de la democracia y el juego de los actores, las principales corrientes del pensamiento sociológico, con una atención especial a los aportes de Alain Touraine.
Desde 1998, fue columnista en los periódicos La Razón y La Prensa de la ciudad de La Paz, espacio que le sirvió para debatir sobre cuestiones medulares de la política boliviana, comentar obras de ciencias sociales y humanas, realizar observaciones de microsociología urbana.
En marzo de 2015, se presentó la segunda edición de las Claudinas, libro escrito en 1998.

## Principales distinciones y reconocimientos
- Fue miembro de la Academia Nacional de Ciencias (1988).[8]
- Fue miembro de la Academia Boliviana de Historia (2011).
- Recibió la Orden de las Palmas Académicas en grado de caballero, otorgadas por el Gobierno de Francia en 1978.
- De 1981 a 1989, fue presidente del comité nacional de la Alianza Francesa en Bolivia.

| Predecesor: Gastón Araoz Levy | Ministro de la Presidencia de Bolivia 20 de febrero de 1980 - 17 de julio de 1980 | Sucesor: Junta Militar de Gobierno |